# Jan Wójtowicz
Jan Wójtowicz pseud. Maciek (ur. 6 lutego 1919 w Przypisówce, zm. 10 lipca 1972 w Warszawie) – działacz komunistyczny, oficer Gwardii Ludowej, Armii Ludowej i Milicji Obywatelskiej.

## Życiorys
W 1936 wstąpił do Komunistycznego Związku Młodzieży Polskiej. W 1938 został aresztowany za działalność komunistyczną i osadzony w więzieniu na Zamku Lubelskim, skąd wydostał się podczas działań wojennych we wrześniu 1939. Udał się, podobnie jak wielu innych komunistów, na tereny zajęte przez ZSRR. Jesienią 1941 wstąpił do oddziału partyzantki radzieckiej. W rodzinne strony powrócił w grudniu 1941. Przy pomocy Franciszka Wolińskiego ps. Franek i Leona Marzęty ps. Leszek utworzył polsko-radziecki oddział partyzancki. Wiosną 1942 wraz z oddziałem wstąpił do Gwardii Ludowej a także do Polskiej Partii Robotniczej. Działał głównie w powiatach lubartowskim, radzyńskim i łukowskim, a także w rejonie lasów parczewskich i kozłowieckich. We wrześniu 1943 jego oddział wszedł w skład 1 batalionu GL jako jego 1 kompania. W tym samym miesiącu zaatakował obserwacyjny posterunek lotniczy w osadzie Kamionka, w wyniku czego zginęło kilku hitlerowców, a reszta schroniła się w bunkrze ostrzelanym przez partyzantów. Wkrótce po tej akcji oddział „Maćka” zorganizował zasadzkę koło Przypisówki, na trasie Firlej-Lubartów, zabijając kilku żandarmów ochraniających transport zboża kontyngentowego. Nazajutrz pod wsią Przypisówka doszło do starcia z przeważającymi siłami niemieckimi. W walce zginął jeden hitlerowiec. Gwardziści stracili pięciu ludzi.
Na początku 1944 „Maciek” został awansowany na porucznika AL. W nocy z 7 na 8 marca 1944 jego kompania współdziałała z innymi oddziałami AL w ataku na hitlerowski oddział ekspedycyjny kwaterujący we wsi Jamy w powiecie lubartowskim. Zginęło ok. 40 hitlerowców, w tym całe dowództwo, a 35 żołnierzy niemieckich dostało się do niewoli.
1 i 3 maja brał udział w partyzanckich obchodach Święta Pracy i Święta Konstytucji 3-go maja w lasach parczewskich. 14 maja 1944 dowodził swoją kompanią w bitwie pod Rąblowem. Po bitwie rąblowskiej „Maciek” został instruktorem w podoficerskiej szkole AL (dowództwo nad oddziałem przekazał por. Janowi Białkowi ps. „Biały”). 
Po lipcu 1944 Wójtowicz został skierowany do MO, jego dalsze losy służbowe nie są znane (prawdopodobnie kontynuował służbę w milicji lub został przeniesiony do wojska).

## Życie prywatne
Jego żoną była Wacława z domu Korczak (ur. 5 czerwca 1923, zm. 25 listopada 2003). Para spoczywa na wojskowych Powązkach (kwatera B33-3-2).

## Odznaczenia
- Order Krzyża Grunwaldu III klasy
- Krzyż Walecznych
- Srebrny Krzyż Zasługi
- Krzyż Partyzancki
- Medal Zwycięstwa i Wolności 1945

i inne.

## Awanse
- porucznik - początek 1944[4]
- major - po wojnie w MO